# 草加市内の通り
草加市内の通り（そうかしないのとおり）は、埼玉県草加市内にある通りを一覧にしたものである。
1988年（昭和63年）に市制30周年記念事業の一環として公募し、市内約2800本の市道のうち主要25路線に「愛称名」が付けられ、1989年（平成元年）には5路線が追加命名された。各通りには愛称柱が設置されている。また、「愛称名」とは別に「古道名」を5つの道路に付けている。愛称名には1番から30番、古道名には31番から35番の番号が振り分けられている。

## 愛称名
- 1. 中川通り ： 中川沿いを通る道路。
- 2. そうか公園通り ： 埼玉県道49号足立越谷線 - 市立川柳小学校前 - 柿木浄水場前。
- 3. 青柳東通り ： 総合運動場 - 環境業務センター - 越戸橋通り。
- 4. 越戸橋通り ： 埼玉県警察草加警察署弁天交番 - 越戸橋 - 八潮市境。
- 5. 松原文化通り ： 松原大橋 - 草加市文化会館 - 産業道路。
- 6. 稲荷中央通り ： 稲荷町土地区画整理地内中央の南北に伸びる道路。
- 7. 綾瀬通り ： 手代橋 - 宮代橋。
- 8. 山王通り ： 埼玉県道49号足立越谷線 - 山王橋 - 綾瀬川。
- 9. 記念体育館通り ： 埼玉県道49号足立越谷線 - 記念体育館。
- 10. 毛長橋通り ： 埼玉県道104号川口草加線 - 毛長橋。
- 11. 谷塚小学校通り ： 市立谷塚小学校 - 谷塚駅南側。
- 12. 遊馬通り（あすまどおり） ： あづま幼稚園 - 埼玉県道103号吉場安行東京線。
- 13. 草加神社通り ： 川口市境 - 西町交差点 - 草加市役所（北）交差点。
- 14. 保健所通り ： 旧埼玉県道34号さいたま草加線 - 草加保健所東側 - 草加神社通り。
- 15. 男女土橋通り ： 獨協大学グラウンド東側の交差点 - 男女土橋 - 旧埼玉県道34号さいたま草加線。
- 16. 獨協大学通り ： 国道4号草加バイパス - 獨協大学北側 - 獨協大学前駅西口。
- 17. グランド通り ： 松原団地のC地区とD地区を結ぶ道路。
- 18. 三町稲荷通り ： 松原団地のA地区とB地区を結ぶ道路。
- 19. 寿橋通り ： 北谷町歩道橋 - 寿橋 - 川口市境。
- 20. さざん花通り ： 市立栄中学校北側 - 市立新田小学校西側 - 金明通り。
- 21. 金明通り ： 川戸通り・国道4号 - 新田駅北側 - 埼玉県道49号足立越谷線。
- 22. 川戸通り ： 金明通り・国道4号 - 新田西公民館北側 - 埼玉県道161号越谷川口線。
- 23. メタセコイア通り ： 新栄町団地中央の南北に伸びる道路。
- 24. さくらんぼ通り ： 学園橋 - 川口市境。
- 25. 産業道路 ： 越谷市境 - 草加産業道路交差点 - 八潮市境。
- 26. 稲荷新橋通り ： 新橋 - いなり幼稚園南側 - 稲荷神社北先。
- 27. 神明稲荷通り ： 埼玉県道49号足立越谷線 - 八条大橋 - 産業道路。
- 28. あずま通り ： 埼玉県道49号足立越谷線 - 保健センター北側 - 綾瀬通り。
- 29. 花栗通り ： 花栗交差点 - 興六橋 - 獨協大学通り。
- 30. 小山通り ： 埼玉県道34号さいたま草加線 - 県営草加原町団地。
- 36. 回向院通り
- 37. 谷塚中央通り
- 38. 草花ふれあい通り

## 古道名
- 31. 谷古田道 ： 国道4号草加バイパス - 旧埼玉県道34号さいたま草加線。
- 32. 日光街道 ： 埼玉県道49号足立越谷線（旧国道4号[3]） - 同線。足立区内ではこの（都道）足立越谷線が「日光街道」と呼ばれている[4]
- 33. 葛西道 ： 埼玉県道49号足立越谷線 - あずま通り。
- 34. 花又道 ： 埼玉県道49号足立越谷線 - 埼玉県道54号松戸草加線。
- 35. 下妻街道 ： 中川通り。

## その他
- 外かん（がいかん） ： 国道298号[5]。